# Bangu Atlético Clube
El Bangu Atlético Clube es un histórico club de fútbol brasileño radicado en el barrio de Bangu en Río de Janeiro. Fue fundado el 17 de abril de 1904 y se desempeña en el Campeonato Brasileño de Serie D (cuarta división) y en la Primera División del Campeonato Carioca.
La mayor hazaña en la historia del Bangu fue quedar subcampeón brasileño en 1985, al perder la final contra el Coritiba en los penaltis, después del empate por 1 a 1 en el tiempo reglamentario.
El siguiente año jugaría la Copa Libertadores.
Además se ha consagrado campeón Carioca en dos oportunidades.

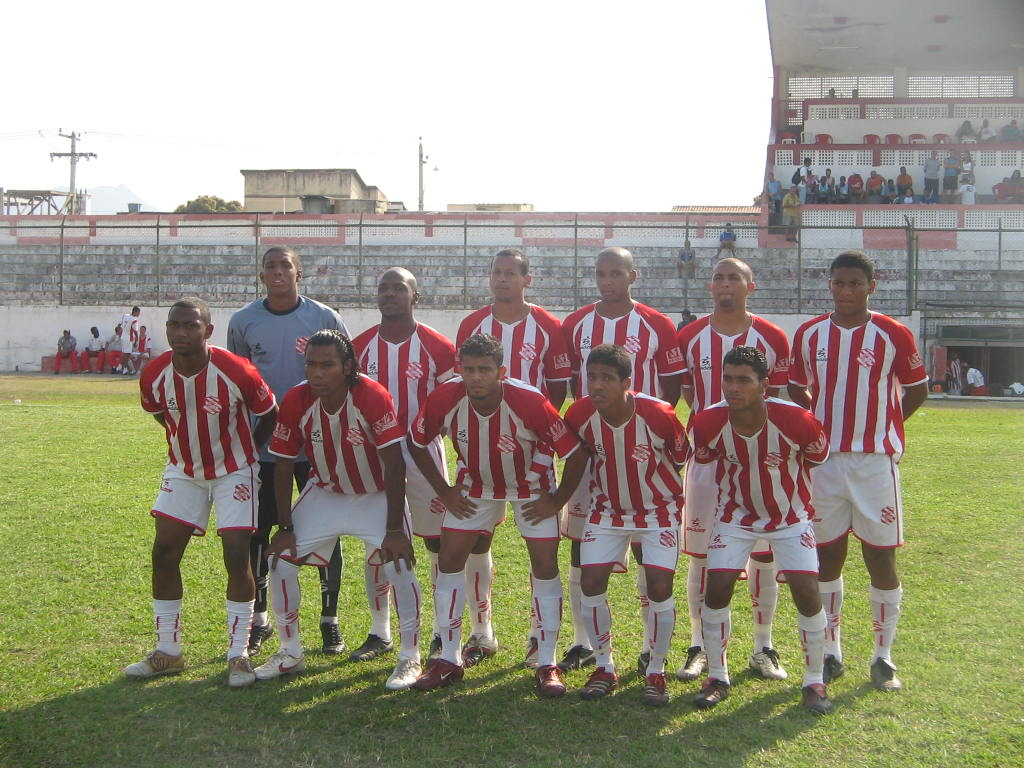
El Bangu es uno de los clubes más tradicionales de la ciudad de Río de Janeiro.

## Uniforme
- Uniforme titular: Camiseta a franjas verticales blancas y rojas, pantalón blanco, medias blancas.
- Uniforme alternativo: Camiseta blanca, pantalón rojo, medias rojas.

## Hinchada
Castores da Guilherme - Barra brava
Bangoró - Barra brava
Ban fiel - Barra brava
Super Bangu - Barra brava

## Datos del club
- Participaciones en la Copa Libertadores: 1 (1986)

Mejor posición: Fase de Grupos (1986)

## Participaciones internacionales
| Competencia                      | Edición |
| -------------------------------- | ------- |
| Copa Libertadores de América (1) | 1986.   |

### Por competición
| Torneo                       | TJ | PJ | PG | PE | PP | GF | GC | DG | Puntos |
| ---------------------------- | -- | -- | -- | -- | -- | -- | -- | -- | ------ |
| Copa Libertadores de América | 1  | 6  | 0  | 2  | 4  | 6  | 12 | -6 | 2      |
| Total                        | 1  | 6  | 0  | 2  | 4  | 6  | 12 | -6 | 2      |

## Jugadores

### Jugadores famosos
- José Sanfilippo
- Ademir da Guia
- Domingos da Guia
- Jorge Mendonça
- Ademir Barbosa
- David Pinho
- Carlos Henrique Raposo
- Toninho
- Zizinho
- Zózimo
- Eduardo
- Mehmet Aurélio
- Odir Jacques
- Sebastián Abreu

### Máximos goleadores
Estos son los máximos artilleros del club.
| Lugar | Futbolista    | Anotado |
| ----- | ------------- | ------- |
| 1.    | Ladislau      | 229     |
| 2.    | Moacir Bueno  | 202     |
| 3.    | Nívio         | 152     |
| 4.    | Menezes       | 138     |
| 5.    | Zizinho       | 124     |
| 6.    | Luís Carlos   | 119     |
| 7.    | Paulo Borges  | 109     |
| 8.    | Décio Esteves | 97      |
| 9.    | Arturzinho    | 93      |
| 10.   | Marinho       | 83      |

## Entrenadores
- Jayme Ricão (febrero de 1933–septiembre de 1933)[5][6][7][8]
- Luiz Vinhaes (septiembre de 1933–abril de 1934)[9][10]
- Antenor Corrêa (abril de 1934)[11][12]
- Jayme Ricão (abril de 1934–agosto de 1934)[11][12][10]
- Adhemar Pimenta (agosto de 1934–mayo de 1935)[13][14]
  -  Sá Pinto (abril de 1934)[11][12]
- Ladislau da Guia (interino- mayo de 1935–? de 1935/? de 1935-diciembre de 1935)[11][12][14]
  -  Gabriel Moreira (diciembre de 1935)[11][12]
- Zé Maria (enero de 1936–marzo de 1936)[11][12]
- Sá Pinto (abril de 1936–mayo de 1936)[11][12]
- Zé Maria (junio de 1936–octubre de 1936)[11][12]
- Sá Pinto (noviembre de 1936–diciembre de 1936)[11][12]
- Jayme Ricão (abril de 1937)[11][12]
- Frederico Pinheiro (mayo de 1937)[11][12]
- Jayme Ricão (mayo de 1937–junio de 1937)[11][12]
- Frederico Pinheiro (julio de 1937–septiembre de 1937)[11][12]
- Raymundo Menezes Fraga (octubre de 1937–noviembre de 1937)[11][12]
- Galdino de Assis (diciembre de 1937–enero de 1938)[11][12]
- Antônio Manfrenatte (abril de 1938–enero de 1939)[11][12]
- Frederico Pinheiro (febrero de 1939–abril de 1939)[11][12]
- Antônio Manfrenatte (mayo de 1939–noviembre de 1939)[11][12]
- Frederico Pinheiro (noviembre de 1939–diciembre de 1939)[11][12]
- Alderico Solon Ribeiro (febrero de 1940–septiembre de 1940)[11][12]
  -  Frederico Pinheiro (agosto de 1940)[11][12]
- Frederico Pinheiro (septiembre de 1940)[11][12]
- Fausto de Almeida (septiembre de 1940)[11][12]
- Antônio Manfrenatte (octubre de 1940–enero de 1942)[11][12]
- Sargento Figueiredo (marzo de 1942–mayo de 1942)[11][12]
- Antônio Manfrenatte (mayo de 1942–junio de 1943)[11][12]
- Zé Maria (junio de 1943–julio de 1944)[11][12]
- Fausto de Almeida (julio de 1944)[11][12]
- Gustavo Martins (julio de 1944)[11][12]
- José Ferreira Lemos (julio de 1944–diciembre de 1944)[11][12]
  -  Juca da Praia (agosto de 1944)[11][12]
- Gustavo Martins (marzo de 1945)[11][12]
- Salvador Perini (abril de 1945–septiembre de 1945)[11][12]
- Plácido Monsores (octubre de 1945–mayo de 1946)[11][12]
- Daniel Pinto (junio de 1969–julio de 1969)[11][12]
- Plácido Monsores (julio de 1969–diciembre de 1969)[11][12]
- Flávio Costa (enero de 1970–agosto de 1970)[11][12]
- Moacir Bueno (agosto de 1970)[11][12]
- José Alves do Rio (septiembre de 1970–noviembre de 1970)[11][12]
- Moacir Bueno (diciembre de 1970)[11][12]
- Evaristo de Macedo (enero de 1971–abril de 1971)[11][12]
- Paulinho de Almeida (abril de 1971–junio de 1971)[11][12]
- Esquerdinha (julio de 1971–septiembre de 1971)[11][12]
- Ocimar (enero de 1972–septiembre de 1972)[11][12]
- Décio Leal (enero de 1973–mayo de 1973)[11][12]
- Vavá (mayo de 1973–julio de 1973)[11][12]
- Roberto Simas (julio de 1973)[11][12]
- Zózimo (agosto de 1973)[11][12]
- Aníbal Saraiva (julio de 1974–septiembre de 1974)[11][12]
- Jarecyl Ribeiro (enero de 1975–mayo de 1975)[11][12]
- Neco (mayo de 1975)[11][12]
- Aureliano Beltrão (mayo de 1975–junio de 1975)[11][12]
- Ananias (junio de 1975)[11][12]
- Paulo Mendes (julio de 1975–octubre de 1975)[11][12]
- Jarecyl Ribeiro (enero de 1976)[11][12]
- Fernando Cônsul (febrero de 1976)[11][12]
- Moacir Bueno (marzo de 1976–abril de 1976)[11][12]
- Neco (abril de 1976)[11][12]
- Ananias (abril de 1976–junio de 1976)[11][12]
- Décio Leal (julio de 1976–enero de 1977)[11][12]
- Alfredo González (enero de 1977–abril de 1977)[11][12]
  -  Neco (febrero de 1977)[11][12]
- Neco (abril de 1977)[11][12]
- Luís Alberto Severino (abril de 1977–abril de 1978)[11][12]
  -  Neco (octubre de 1977)[11][12]
- Yustrich (abril de 1978–mayo de 1978)[11][12]
- Melquisedeque dos Santos (mayo de 1978–septiembre de 1978)[11][12]
- Luís Alberto Severino (octubre de 1978–diciembre de 1978)[11][12]
- Duque (enero de 1979–julio de 1979)[11][12]
- Neco (julio de 1979)[11][12]
- Antoninho (agosto de 1979–noviembre de 1979)[11][12]
- Zizinho (enero de 1980–marzo de 1980)[11][12]
- Ananias (marzo de 1980)[11][12]
- Tim (abril de 1980–julio de 1980)[11][12]
- Neco (agosto de 1980)[11][12]
- Décio Leal (agosto de 1980–abril de 1981)[11][12]
- Neco (mayo de 1981)[11][12]
- João Francisco (mayo de 1981–noviembre de 1982)[11][12]
- Jorge Vieira (enero de 1983–mayo de 1983)[15]
- Moisés (mayo de 1983–mayo de 1986)[11][12][16]
  -  Paulo Lumumba (abril de 1986)[11][12]
- Paulo Lumumba (interino- mayo de 1986)[11][12][17]
- Paulo César Carpegiani (mayo de 1986–noviembre de 1986)[11][12][18]
- Ananias (interino- diciembre de 1986-enero de 1987)[11][12][18][19]
- Jorge Ferreira (enero de 1987–abril de 1987)[20][21]
- Paulo Lumumba (abril de 1987)[22]
- Pinheiro (abril de 1987–julio de 1987)[22][23][24]
- Antônio Leone (julio de 1987–?)[25]
- Zagallo (enero de 1988-mayo de 1988)[26]
- João Francisco (junio de 1988–septiembre de 1988)[11][12]
- Dé (octubre de 1988–febrero de 1989)[11][12]
- Pinheiro (febrero de 1989–mayo de 1989)[11][12]
- Didi (mayo de 1989–septiembre de 1989)[27][11][12]
- Moisés (septiembre de 1989-octubre de 1989)[27][11][12]
- Antônio Clemente (enero de 1990–marzo de 1990)[11][12]
- Paulo Lumumba (marzo de 1990–junio de 1990)[11][12]
- Rogério Melo (agosto de 1990–mayo de 1991)[11][12]
- Paulo Massa (junio de 1991–octubre de 1991)[11][12]
- Sérgio Cosme (octubre de 1991–diciembre de 1991)[11][12]
- Dé (enero de 1992–mayo de 1992)[11][12][28]
- Moisés (junio de 1992–diciembre de 1994/enero de 1995)[29][30][11][12]
  -  Xerém (octubre de 1993)[11][12]
- Ricardo Barreto (enero de 1995–abril de 1996)[31][11][12]
- Vicentinho (abril de 1996–mayo de 1996)[11][12]
- Sérgio Cosme (mayo de 1996–junio de 1996)[11][12]
- Luís Alberto Severino (enero de 1997-mayo de 1997)[11][12]
- Alfredo Sampaio (noviembre de 1997–diciembre de 2000)[32]
- Miguel Ferreira (enero de 2001–mayo de 2001)[11][12]
- Roberto Teixeira (septiembre de 2001–octubre de 2001)[11][12]
- Miguel Ferreira (enero de 2002–octubre de 2002)[11][12]
- Antônio Lopes Júnior (enero de 2002–marzo de 2002)[11][12]
- Tita (enero de 2003–marzo de 2003)[11][12]
- Brasília (septiembre de 2003-octubre de 2003)[11][12]
- Marcelo Cabo (enero de 2004–marzo de 2004)[11][12]
- Alfredo Sampaio (abril de 2005–julio de 2005)[11][12]
- Miguel Ferreira (abril de 2006)[11][12]
- Elói (abril de 2006-mayo de 2006)[11][12][33]
- Alfredo Sampaio (septiembre de 2006–noviembre de 2006)[11][12]
- Antônio Carlos Roy (junio de 2008–noviembre/diciembre de 2008)[34][11]
- Sérgio Cosme (diciembre de 2008)[35][36]
- Edson Souza (diciembre de 2008–febrero de 2009)[37][36][38]
- Mazolinha (interino- febrero de 2009-2009/2009-mayo de 2009)[38][11]
- Marcelo Buarque (octubre de 2009–enero de 2010)[39]
- Mazolinha (interino- enero de 2010-2010/2010-diciembre de 2010)[39][11]
- Gabriel Vieira (diciembre de 2010–marzo de 2011)[40][41]
- Marcão (marzo de 2011–enero de 2012)[42][43][44]
- Carlos Cesar (enero de 2012–febrero de 2012)[44][45]
- Cleimar Rocha (febrero de 2012–abril de 2013)[45][11][12][46]
  -  Uana Barros (interino- junio de 2012-agosto de 2012)[11][12][47]
- Alfredo Sampaio (abril de 2013)[48][49]
- Mazolinha (septiembre de 2013–febrero de 2014)[11][12][50]
  -  Sérgio Perini (octubre de 2013–noviembre de 2013)[11][12]
- Mário Marques (febrero de 2014–abril de 2014)[51][52]
- Mário Marques (agosto de 2014–noviembre de 2015)[11][12]
  -  Carlos Renan (agosto de 2015–octubre de 2015)[12]
- Emanoel Sacramento (noviembre de 2015-marzo de 2016)[53][54]
- Carlos Renan (interino- marzo de 2016)[54]
- Mário Marques (marzo de 2016–abril de 2016)[55][11][12]
- Mário Marques (junio de 2016–diciembre de 2016)[56][57]
- Eduardo Allax (diciembre de 2016–febrero de 2017)[57][58]
- Arturzinho (febrero de 2017–marzo de 2017)[58][59]
- Roberto Fernandes (marzo de 2017–junio de 2017)[60][61]
- Carlos Renan (junio de 2017–agosto de 2017)[61][12]
- Alfredo Sampaio (agosto de 2017–marzo de 2018)[62][12]
- Mário Marques (agosto de 2018)[12]
- Alfredo Sampaio (enero de 2019–marzo de 2019)[12][63]
- Eduardo Allax (octubre de 2019–noviembre de 2020)[64][65]
- Júnior Martins (noviembre de 2020–diciembre de 2020)[66]
- Marcelo Marelli (diciembre de 2020–abril de 2021)[67][68]
- Júnior Martins (interino- abril de 2021)[68]
- Felipe (abril de 2021–abril de 2022)[69][70]
- Matheus Curopos (julho de 2022–agosto de 2022)[71][72]
- Felipe (octubre de 2022–marzo de 2023)[73][74]
- Matheus Curopos (agosto de 2023–septiembre de 2023)[75][76]
- Alexandre Gomes (octubre de 2023–enero de 2024)[77][78]
- França Júnior (interino- enero de 2024–marzo de 2024)[79][80]
- Júnior Martins (julio de 2024–presente)[2]

## Palmarés

### Torneos nacionales
- Subcampeón del Campeonato Brasileño de Serie A en 1985

### Torneos regionales
- Copa dos Campeões Estaduais : 1967
- Torneio Início do Rio-São Paulo: 1951

### Torneos estaduales
- Campeonato Carioca (2): 1933, 1966
- Campeonato Carioca - Segunda División (3): 1911, 1914, 2008.
- Torneio Início (4): 1934, 1950, 1955, 1964
- Taça Rio: 1987
- Torneo Selectivo de 1.ª División: 2006
- Taça Orlando Leal Carneiro: 1979

### Torneos internacionales
- International Soccer League: 1960